# Polity
| \| \| \| \| \| \| \| \| \| Politik \| \| \| \| \| \| \| \| \| \| \| \| \| \| \| \| \| \| \| \| \| \| \| \| \| \| \| \| \| \| \| \| \| \| \| \| \| \| \| \| \| \| \| \| \| \| \| \| \| \| \| \| \| \| \| \| \| \| \| \| \| Polity Strukturen \| Polity Strukturen \| Polity Strukturen \| Polity Strukturen \| Polity Strukturen \| Polity Strukturen \| \| \| Politics Prozesse \| Politics Prozesse \| Politics Prozesse \| Politics Prozesse \| Politics Prozesse \| Politics Prozesse \| \| \| Policy Inhalte \| Policy Inhalte \| Policy Inhalte \| Policy Inhalte \| Policy Inhalte \| Policy Inhalte \| |                   |                   |                   |                   |                   |  |  |                   |                   |                   |                   |                   |                   |  |  |                |                |                |                |                |                |
| |                   |                   |                   |                   |                   |  |  | Politik           |                   |                   |                   |                   |                   |  |  |                |                |                |                |                |                |
| |                   |                   |                   |                   |                   |  |  |                   |                   |                   |                   |                   |                   |  |  |                |                |                |                |                |                |
| |                   |                   |                   |                   |                   |  |  |                   |                   |                   |                   |                   |                   |  |  |                |                |                |                |                |                |
| Polity Strukturen | Polity Strukturen | Polity Strukturen | Polity Strukturen | Polity Strukturen | Polity Strukturen |  |  | Politics Prozesse | Politics Prozesse | Politics Prozesse | Politics Prozesse | Politics Prozesse | Politics Prozesse |  |  | Policy Inhalte | Policy Inhalte | Policy Inhalte | Policy Inhalte | Policy Inhalte | Policy Inhalte |

In der Politikwissenschaft bezeichnet Polity die strukturelle, formale und institutionelle Dimension von Politik, etwa die Staatsorganisation, das politische System oder das Gemeinwesen (siehe auch Gesellschaftsordnung, politische Kultur). Die Bezeichnung stammt aus der englischsprachigen Politikwissenschaft, die drei Aspekte von „Politik“ unterscheidet: Polity, Politics und Policy. Im Gegensatz zur prozesshaften Politics und inhaltlichen Policy bezeichnet Polity die formelle Dimension der Spielregeln gesellschaftlichen Zusammenlebens (etwa Gesetzestexte, Verfassungsgrundsätze, Institutionen).
Seit einigen Jahrzehnten verstehen Politikwissenschaftler unter „Institutionen“ weit mehr als rein formale, legale Institutionen der Verfassung und der Gesetzgebung. Politische Institutionen schließen auch ungeschriebene Spielregeln sozialer Interaktion mit ein. Somit nimmt auch die Bezeichnung Polity neue Deutungsnuancen an: alle normativen, strukturellen und auch „gewünschten“ Elemente von Politik werden damit bezeichnet. Solche Institutionen wachsen historisch sowohl beabsichtigt als auch unbeabsichtigt. Ihre Signifikanz liegt darin, dass sie den Handlungsspielraum politischer Akteure im politischen Prozess (Politics) kanalisieren oder blockieren. Damit sind sie nach Klaus Schubert „maßgebliche Voraussetzung“ für die Gestaltung politischer Maßnahmen (Policy).
Im Englischen wird mit Polity auch allgemeiner eine Gruppe mit kollektiver Identität bezeichnet, die sich in einer Form politischer institutionalisierter sozialer Beziehung organisiert und über bestimmte Ressourcen verfügt.
Die Organisationsstruktur kann der Führung einer Institution, eines Unternehmens, eines Staates oder einer seiner politischen Untergliederungen dienen.
Es kann sich dabei auch um eine Republik oder ein erbliches Staatswesen handeln.